# Galleria arte e arti della Camera di commercio di Mantova
La Galleria Arte e Arti della Camera di commercio di Mantova è un museo situato a Mantova in via Calvi 28.

## Storia
Il museo è ospitato all'interno di Palazzo Andreani, costruito in stile liberty dall'architetto mantovano Aldo Andreani nel 1913 e sede della Camera di commercio di Mantova.
La collezione è composta da dipinti antichi, quadri e sculture del XX secolo di proprietà dell'Ente.

## Collezioni
- Opere antiche. Ritratti dei Consoli (1450), affreschi attribuiti a Girolamo di Giovanni di Camerino, Cinque figure allegoriche del veronese Giorgio Anselmi (1772-1773), Cristo morto del pittore mantovano Felice Campi (1794).
- Collezione del XX secolo. Dipinti a tema paesaggio e soggetti lombardi, il realismo elegiaco e il Chiarismo. Completano la sezione varie opere di ispirazione astratta.